# 7075 Sadovnichij
A 7075 Sadovnichij (ideiglenes jelöléssel 1979 SN4) a Naprendszer kisbolygóövében található aszteroida. Nyikolaj Sztyepanovics Csernih fedezte fel 1979. szeptember 24-én.